# 대전자령 전투
대전자령 전투는 1933년 7월 한국독립군 지청천 부대, 중국군 부대와 연합하여 일본군을 대파한 전투이다. 봉오동 전투, 청산리 전투에 이어 한국 항일무장투쟁사 3대 대첩으로 평가받는다.

## 개요
한국독립군과 중국군은 둥징청을 확보하기 위하여 닝안[寧安]을 점령해야 할 필요가 있었다. 그러나 한 ·중 연합군은 전투에서는 이겼지만 인원과 장비 때문에 1933년 6월 28일 라오쑹링[老松嶺]으로 이동하였다. 이때 다뎬쯔[大甸子]에 주둔하던 일본군 이즈카[飯塚] 부대는 이동하는 한 ·중 연합군을 전멸할 계획을 세웠으나, 7월 1일 일본군의 동정(動靜)에 대한 정보를 얻은 한 ·중 연합군은 일본군의 공격에 대비하여 한국독립군 2,500명, 중국군 2,000명을 대전자령에 잠복시켰다가 대접전을 벌였다. 
4시간의 격전 끝에 이즈카 부대를 전멸시키고, 전리품(戰利品)으로 군복 3,000벌, 박격포 5문, 군용물자 200마차분, 담요 3천 장, 평사포(平射砲) 3문, 소총 1,500자루 등을 얻은 이 전투는 독립군의 항일전에서 특기할 만한 대승리였다. 그러나 전리품의 분배문제로 한 ·중 간에 대립이 생겨 그 후의 한 ·중 연합에 큰 지장을 주었다. 같은 해 9월 1일에 한국독립군은 둥닝현[東寧縣]의 적군을 공격했는데, 원병을 보내주기로 약속한 중국 구국군은  독립군의 총사령(總司令) 이하 수십 명의 고급간부를 구금했다.

## 참고 자료
- 두산백과사전
- 시사상식사전, pmg 지식엔진연구소, 2013, 박문각